# Petrovitsji
Petrovitsji (Russisch: Петро́вичи) is een dorp in Oblast Smolensk, Rusland. Het is gelegen op ongeveer 400 kilometer ten zuidwesten van Moskou en 16 kilometer oostelijk van de grens met Wit-Rusland.

## Geboren in Petrovitsji
- Isaac Asimov (1920-1992), science-fictionschrijver en biochemicus.
Asimov emigreerde met zijn ouders en zuster op driejarige leeftijd naar de Verenigde Staten van Amerika.